# Пациенца, Винни
Винченцо Эдвард Пациенца (англ. Vincenzo Edward Pazienza, или Винни Пац англ. Vinny Paz; 16 декабря 1962; Кранстон, США) — американский боксёр-профессионал. Экс-чемпион мира в двух весовых категориях.

## Профессиональная карьера
Дебютировал на профессиональном ринге 26 мая 1983 года, одержав победу техническим нокаутом в 4-м раунде.
26 ноября 1985 года нокаутировал во 2-м раунде бывшего претендента на титул чемпиона мира в лёгком весе Мелвина Пола.
18 мая 1986 года победил по очкам экс-чемпиона мира в лёгком весе Гарри Арройо.
8 февраля 1987 года победил техническим нокаутом в 10-м раунде бывшего претендента на титул чемпиона мира в лёгком весе Роберто Элисондо.

### Чемпионский бой сГрегом Хогеном
7 июня 1987 года вышел на бой против чемпиона мира в лёгком весе по версии IBF Грега Хогена. По итогам 15 раундов все трое судей отдали победу Пациенце с одинаковым счётом 144/141.

### Второй бой сГрегом Хогеном
6 февраля 1988 года вновь встретился с Хогеном. На этот раз единогласным решением победил Хоген. Счёт судей: 145/140 и 147/138 (дважды).

### Чемпионский бой сРоджером Мейвезером
Пациенца поднялся в 1-й полусредний вес.
7 ноября 1988 года вышел на бой против чемпиона мира в 1-м полусреднем весе по версии WBC Роджера Мейвезера. Мейвезер победил единогласным решением: 118/108 и 117/110 (дважды).

### Чемпионский бой сЭктором Камачо
3 февраля 1990 года встретился с чемпионом мира в 1-м полусреднем весе по версии WBO Эктором Камачо. Камачо победил со следующим счётом: 117/116, 115/112 и 119/109.

### Третий бой сГрегом Хогеном
5 августа 1990 года состоялся третий (заключительный) бой между Пациенцой и Хогеном. Поединок продлился все отведённые 10 раундов. Победителем был объявлен Пациенца: 96/94, 97/93 и 98/92.

### Чемпионский бой сЛорето Гарсой
1 декабря 1990 года встретился с чемпионом мира в 1-м полусреднем весе по версии WBA Лорето Гарсой. Уступил ввиду дисквалификации.

### Чемпионский бой сГилбертом Деле
Пациенца поднялся на две весовые категории, в 1-й средний вес.
1 октября 1991 года Пациенца вышел на бой против чемпиона мира в 1-м среднем весе по версии WBA Гилберта Деле. Винни победил техническим нокаутом в последнем, двенадцатом, раунде и стал чемпионом мира во второй весовой категории.

### Авария
В 1991 году Пациенца попал в аварию. Он выжил, но у него была сломана шея. Врачи говорили, что о боксе придётся забыть навсегда. Во время реабилитации Пациенца втайне от врачей посещал тренажёрный зал. Его состояние улучшалось. После 9-ти месяцев реабилитации он вернулся к нормальной жизни.

### Возвращение на ринг
15 декабря 1992 года, спустя больше года с последнего поединка, Пациенца вернулся на ринг. В десятираундовом бою был повержен доминиканец Луис Сантана. В 9-м раунде Пациенца дважды отправил своего противника на настил ринга. Счёт судей оказался разгромным: 100/90, 100/89 и 100/88.
26 июня 1993 года победил техническим нокаутом в 10-м раунде экс-чемпиона мира в полусреднем весе Ллойда Хонигана.

### Победы надРоберто Дураном
Пациенца одержал две победы над легендарным панамцем Роберто Дураном.
25 июня 1994 года состоялся их первый бой. Он продлился все 12 раундов. Судьи единогласно отдали победу Пациенце: 117/113 и 117/112 (дважды).
Второй поединок состоялся 14 января 1995 года. И снова победа осталась за «Пазманским дьяволом». Счёт судей: 116/112, 117/111 и 118/110.

### Чемпионский бой сРоем Джонсом-младшим
24 июня 1995 года встретился с чемпионом мира во 2-м среднем весе по версии IBF Роем Джонсом-младшим. Чемпион одержал убедительную победу техническим нокаутом в 6-м раунде.
9 февраля 2001 года проиграл техническим нокаутом в 8-м раунде экс-чемпиону мира в полусреднем весе Аарону Дэвису.

### Чемпионский бой сЭриком Лукасом
1 марта 2002 года Пациенца вышел на бой против чемпиона мира во 2-м среднем весе по версии WBC Эрика Лукаса. После 12-ти раундов все судьи отдали победу действующему чемпиону: 112/112, 115/112 и 115/112.
27 марта 2004 года победил по очкам бывшего претендента на титул чемпиона мира во 2-м среднем весе Токера Пудвилла. После этого Пациенца ушёл из бокса.

## Статистика боёв
В таблице перечислены результаты всех поединков боксёров.
В каждой строке указан результат поединка. Дополнительно номер поединка обозначен цветом, который обозначает итог поединка. Расшифровка обозначений и цветов представлена в нижеследующей таблице.
| Пример | Расшифровка                     |
| ------ | ------------------------------- |
|        | Победа                          |
|        | Ничья                           |
|        | Поражение                       |
|        | Планируемый поединок            |
|        | Поединок признан несостоявшимся |
| КО     | Нокаут                          |
| ТКО    | Технический нокаут              |
| PTS    | Решение судей (по очкам)        |
| UD     | Единогласное решение судей      |
| MD     | Решение большинства судей       |
| SD     | Раздельное решение судей        |
| RTD    | Отказ от продолжения боя        |
| DQ     | Дисквалификация                 |
| NC     | Поединок признан несостоявшимся |

| Бой     | Дата             | Соперник                     | Место проведения                                               | Результат  | Примечание |
| ------- | ---------------- | ---------------------------- | -------------------------------------------------------------- | ---------- | --- |
| 60      | 27 марта 2004    | Токер Пудвилл (39-5-0)       | Foxwoods Resort, Машантакет, Коннектикут, США                  | UD10 (10)  | Счёт судей: 96/93 и 95/93 (дважды).                                                                               |
| 59      | 1 марта 2002     | Эрик Лукас (34-4-3)          | Foxwoods Resort, Машантакет, Коннектикут, США                  | UD12 (12)  | Чемпион мира во 2-м среднем весе по версии WBC (2-я защита Лукаса). Счёт судей: 112/117, 111/117, 110/119.        |
| 58      | 7 декабря 2001   | Леван Изли (14-6-2)          | Foxwoods Resort, Машантакет, Коннектикут, США                  | UD10 (10)  | Счёт судей: 97/93, 97/92, 99/92.                                                                                  |
| 57      | 21 сентября 2001 | Тим Шокс (21-10-1)           | Rhodes-on-the-Pawtuxet, Кранстон, Род-Айленд, США              | UD10 (10)  | Счёт судей: 100/92, 100/91, 100/90.                                                                               |
| 56      | 27 июля 2001     | Пэт Лолор (23-13-0)          | Rhodes-on-the-Pawtuxet, Кранстон, Род-Айленд, США              | KO2 (10)   | |
| 55      | 9 февраля 2001   | Аарон Дэвис (47-6-0)         | Foxwoods Resort, Машантакет, Коннектикут, США                  | TKO8 (10)  | |
| 54      | 5 ноября 1999    | Дана Розенблатт (35-1-0)     | Foxwoods Resort, Машантакет, Коннектикут, США                  | SD12 (12)  | Чемпион мира во 2-м среднем весе по версии IBO. Счёт судей: 115/112, 113/114, 113/115.                            |
| 53      | 25 июня 1999     | Эстебан Сервантес (21-2-2)   | Foxwoods Resort, Машантакет, Коннектикут, США                  | SD10 (10)  | Счёт судей: 94/96, 96/94, 97/93.                                                                                  |
| 52      | 9 апреля 1999    | Джозеф Кинавука (26-3-2)     | Foxwoods Resort, Машантакет, Коннектикут, США                  | UD10 (10)  | Счёт судей: 96/94 и 97/93 (дважды).                                                                               |
| 51      | 8 января 1999    | Ундра Уайт (21-8-0)          | Foxwoods Resort, Машантакет, Коннектикут, США                  | TKO9 (10)  | |
| 50      | 6 ноября 1998    | Артур Аллен (23-4-0)         | Foxwoods Resort, Машантакет, Коннектикут, США                  | UD10 (10)  | Счёт судей: 96/94, 97/93, 98/93.                                                                                  |
| 49      | 26 июля 1998     | Гленвуд Браун (47-10-0)      | Foxwoods Resort, Машантакет, Коннектикут, США                  | MD10 (10)  | Счёт судей: 94/94, 96/93, 98/91.                                                                                  |
| 48      | 6 декабря 1997   | Херол Грэм (47-5-0)          | The Arena, Wembley, Лондон, Великобритания                     | UD12 (12)  | Титул WBC International во 2-м среднем весе (1-я защита Грэма). Счёт судей: 113/116, 113/118, 112/117.            |
| 47      | 23 августа 1996  | Дана Розенблатт (28-0-0)     | Ballys Park Place Hotel Casino, Атлантик-Сити, Нью-Джерси, США | TKO4 (12)  | Титул WBU во 2-м среднем весе.                                                                                    |
| 46      | 24 июня 1995     | Рой Джонс-младший (28-0-0)   | Convention Center, Атлантик-Сити, Нью-Джерси, США              | TKO6 (12)  | Чемпион мира во 2-м среднем весе по версии IBF (2-я защита Джонса). Пациенца три раза в нокдауне в 6-м раунде.    |
| 45      | 14 января 1995   | Роберто Дуран (93-10-0)      | Convention Hall, Атлантик-Сити, Нью-Джерси, США                | UD12 (12)  | Титул IBC во 2-м среднем весе. Счёт судей: 116/112, 117/111, 118/110.                                             |
| 44      | 8 ноября 1994    | Рафаэль Уилльямс (33-13-0)   | Foxwoods Resort, Машантакет, Коннектикут, США                  | UD10 (10)  | Счёт судей: 98/92 и 96/94 (дважды).                                                                               |
| 43      | 25 июня 1994     | Роберто Дуран (92-9-0)       | MGM Grand, Grand Garden Arena, Лас-Вегас, Невада, США          | UD12 (12)  | Титул IBC во 2-м среднем весе. Счёт судей: 117/113 и 117/112 (дважды).                                            |
| 42      | 5 апреля 1994    | Жак ЛеБлан (22-7-2)          | Foxwoods Resort, Машантакет, Коннектикут, США                  | UD10 (10)  | Счёт судей: 100/89 и 100/90 (дважды).                                                                             |
| 41      | 28 декабря 1993  | Дейн Шерри (22-5-0)          | Ritz Carlton, Аспен, Колорадо, США                             | KO11 (15)  | Чемпион мира во 2-м среднем весе по версии IBO.                                                                   |
| 40      | 26 октября 1993  | Робби Симс (37-9-2)          | Foxwoods Resort, Машантакет, Коннектикут, США                  | UD10 (10)  | Счёт судей: 97/93, 98/93, 99/93.                                                                                  |
| 39      | 26 июня 1993     | Ллойд Хонигхан (41-3-0)      | Convention Center, Атлантик-Сити, Нью-Джерси, США              | TKO10 (10) | |
| 38      | 2 марта 1993     | Бретт Лейлли (31-7-0)        | Foxwoods Resort, Машантакет, Коннектикут, США                  | RTD6 (10)  | |
| 37      | 15 декабря 1992  | Луис Сантана (36-14-2)       | Foxwoods Resort, Машантакет, Коннектикут, США                  | UD10 (10)  | Счёт судей: 100/90, 100/89, 100/88.                                                                               |
| Перерыв |                  |                              |                                                                |            | |
| 36      | 1 октября 1991   | Гилберт Деле (29-0-1)        | Civic Center, Провиденс, Род-Айленд, США                       | TKO12 (12) | Чемпион мира в 1-м среднем весе по версии WBA (2-я защита Деле).                                                  |
| 35      | 2 июля 1991      | Рон Амундсен (20-4-1)        | Civic Center, Провиденс, Род-Айленд, США                       | UD12 (12)  | Титул USBA в 1-м среднем весе (1-я защита Амундсена). Счёт судей: 117/111, 118/111, 118/110.                      |
| 34      | 1 декабря 1990   | Лорето Гарса (27-1-1)        | Arco Arena, Сакраменто, Калифорния, США                        | DQ11 (12)  | Чемпион мира в 1-м полусреднем весе по версии WBA (1-я защита Гарсы).                                             |
| 33      | 5 августа 1990   | Грег Хоген (25-2-0)          | Trump Plaza Hotel, Атлантик-Сити, Нью-Джерси, США              | UD10 (10)  | Счёт судей: 96/94, 97/93, 98/92.                                                                                  |
| 32      | 3 февраля 1990   | Эктор Камачо (36-0-0)        | Convention Hall, Атлантик-Сити, Нью-Джерси, США                | UD12 (12)  | Чемпион мира в 1-м полусреднем весе по версии WBO (1-я защита Камачо). Счёт судей: 116/117, 112/115, 109/119.     |
| 31      | 27 ноября 1989   | Эдди Ван Кирк (19-5-0)       | Civic Center, Провиденс, Род-Айленд, США                       | TKO5 (10)  | |
| 30      | 11 июня 1989     | Винни Бургесе (16-1-0)       | Trump Plaza Hotel, Атлантик-Сити, Нью-Джерси, США              | TKO10 (10) | |
| 29      | 14 апреля 1989   | Джейк Каролло (11-1-0)       | Trump Plaza Hotel, Атлантик-Сити, Нью-Джерси, США              | TKO2 (10)  | |
| 28      | 7 ноября 1988    | Роджер Мейвезер (33-5-0)     | Caesars Palace, Outdoor Arena, Лас-Вегас, Невада, США          | UD12 (12)  | Чемпион мира в 1-м полусреднем весе по версии WBC (4-я защита Мейвезера). Счёт судей: 108/118 и 110/117 (дважды). |
| 27      | 4 октября 1988   | Рик Кейсер (15-12-1)         | Park West, Чикаго, Иллинойс, США                               | TKO3 (10)  | |
| 26      | 27 июня 1988     | Феликс Дубрей (13-1-0)       | Civic Center, Провиденс, Род-Айленд, США                       | TKO4 (10)  | |
| 25      | 6 февраля 1988   | Грег Хоген (20-1-0)          | Convention Center, Атлантик-Сити, Нью-Джерси, США              | UD15 (15)  | Чемпион мира в лёгком весе по версии IBF (1-я защита Пациенцы). Счёт судей: 140/145 и 138/147 (дважды).           |
| 24      | 7 июня 1987      | Грег Хоген (19-0-0)          | Civic Center, Провиденс, Род-Айленд, США                       | UD15 (15)  | Чемпион мира в лёгком весе по версии IBF (1-я защита Хогена). Счёт судей: 144/141 (все).                          |
| 23      | 8 февраля 1987   | Роберто Элисондо (31-5-0)    | Civic Center, Провиденс, Род-Айленд, США                       | TKO10 (10) | |
| 22      | 8 ноября 1986    | Роджер Браун (8-5-0)         | Сан-Хуан, Пуэрто-Рико                                          | TKO4       | |
| 21      | 18 сентября 1986 | Нельсон Боланьос (31-0-3)    | Civic Center, Провиденс, Род-Айленд, США                       | TKO6 (10)  | |
| 20      | 18 мая 1986      | Гарри Арройо (29-2-0)        | Провиденс, Род-Айленд, США                                     | UD10 (10)  | Счёт судей: 49/41, 49/38, 50/39.                                                                                  |
| 19      | 5 февраля 1986   | Джо Фрейзер-младший (15-2-3) | Провиденс, Род-Айленд, США                                     | TKO7 (10)  | |
| 18      | 26 ноября 1985   | Мелвин Пол (22-6-0)          | Атлантик-Сити, Нью-Джерси, США                                 | TKO2 (10)  | |
| 17      | 18 сентября 1985 | Джефф Бумпус (19-2-0)        | Harrah’s Marina Hotel Casino, Атлантик-Сити, Нью-Джерси, США   | UD10 (10)  | Счёт судей: 7/3, 7/2, 9/1.                                                                                        |
| 16      | 27 марта 1985    | Антуан Ларк (3-6-1)          | Harrah’s Marina Hotel Casino, Атлантик-Сити, Нью-Джерси, США   | TKO6 (8)   | Ларк в нокдауне один раз в 5-м и три раза в 6-м раунде.                                                           |
| 15      | 1 декабря 1984   | Абделькадер Марби (14-3-0)   | Palasport, Милан, Ломбардия, Италия                            | TKO5       | |
| 14      | 17 ноября 1984   | Бруно Симили (19-8-6)        | Рива-дель-Гарда, Трентино — Альто-Адидже, Италия               | TKO3 (8)   | |
| 13      | 29 августа 1984  | Рич Маккейн (3-7-2)          | Sands Casino Hotel, Атлантик-Сити, Нью-Джерси, США             | UD8 (8)    | |
| 12      | 15 апреля 1984   | Майк Голден (6-4-0)          | Sands Casino Hotel, Атлантик-Сити, Нью-Джерси, США             | PTS8 (8)   | |
| 11      | 26 февраля 1984  | Дэвид Белл (0-1-0)           | Civic Center, Бомонт, Техас, США                               | TKO4       | |
| 10      | 14 декабря 1983  | Хосе Ортис (6-31-6)          | Ice World, Тотова, Нью-Джерси, США                             | KO6        | |
| 9       | 2 декабря 1983   | Эмилио Диас (6-14-1)         | Уорик, Род-Айленд, США                                         | TKO3       | |
| 8       | 27 октября 1983  | Роберт Стивенсон (0-4-1)     | Атлантик-Сити, Нью-Джерси, США                                 | KO1 (6)    | |
| 7       | 24 сентября 1983 | Джим Зелински (0-1-0)        | Ice World, Тотова, Нью-Джерси, США                             | TKO2 (6)   | |
| 6       | 9 сентября 1983  | Рикардо Морено               | Caesars Palace, Outdoor Arena, Лас-Вегас, Невада, США          | TKO3 (6)   | |
| 5       | 31 августа 1983  | Рафаэль Алисия               | Sands Casino Hotel, Атлантик-Сити, Нью-Джерси, США             | TKO2 (4)   | |
| 4       | 16 августа 1983  | Эдди Карберри (0-1-0)        | Playboy Hotel & Casino, Атлантик-Сити, Нью-Джерси, США         | TKO2       | |
| 3       | 10 июля 1983     | Патрик Дангерфилд (4-0-0)    | Caesars Hotel & Casino, Атлантик-Сити, Нью-Джерси, США         | KO2 (4)    | |
| 2       | 30 июня 1983     | Кит Маккой                   | Атлантик-Сити, Нью-Джерси, США                                 | KO3        | |
| 1       | 26 мая 1983      | Альфредо Ривера              | Sands Casino Hotel, Атлантик-Сити, Нью-Джерси, США             | TKO4       | |
| Бой     | Дата             | Соперник                     | Место проведения                                               | Результат  | Примечание |

## Достижения
- Чемпион мира в лёгкой весовой категории (IBF, 1987—1988).
- Чемпион мира в первой средней весовой категории (WBA, 1991—1992).
- «Возвращение года» по версии журнала «Ринг» (1991).

## В массовой культуре
- О жизни Пациенцы снят фильм «Пазманский дьявол» (2016), роль Винни исполнил Майлз Теллер.